# Igreja de São Lourenço (Macau)
Os jesuítas chegaram a Macau em 1558, e imediatamente começaram a construir, em madeira, a Igreja de São Lourenço. A construção desta igreja católica, uma das mais antigas de Macau, terminou em 1560. Foi substituída por taipa em 1618 e reconstruída em pedra em 1801/3, tendo sofrido outros arranjos ao longo do século XIX.
Visto que situa-se na margem sul da cidade, antigamente, costumavam reunir-se na sua grande escadaria principal com portão ornamental, que possuía vista directa sobre o mar, as famílias dos marinheiros portugueses que ali aguardavam o regresso dos seus queridos familiares, razão pela qual é também conhecida por "Feng Shun Tang" (Igreja dos Ventos de Navegação Calma) e por "Fong Song T'ong" (Igreja do Vento Favorável). Antigamente, muitas portuguesas católicas, além de esperar na escadaria principal da igreja pelos seus familiares marinheiros, iam também rezar pela segurança dos seus filhos e maridos comerciantes ou navegadores.

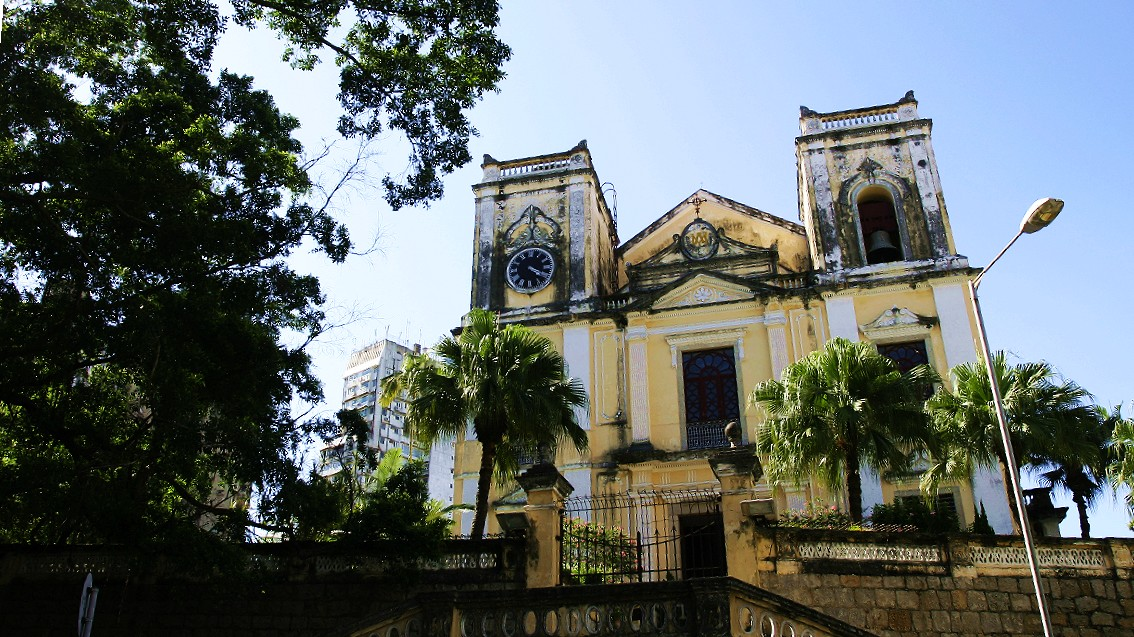
A Igreja de São Lourenço

A Igreja de São Lourenço é incluído na Lista dos monumentos históricos do "Centro Histórico de Macau", por sua vez incluído na Lista do Património Mundial da Humanidade da UNESCO. Ela é também a igreja matriz da Paróquia de São Lourenço, uma das 6 paróquias da Diocese de Macau.
O traçado da igreja tem a forma de uma cruz latina, medindo 37 por 29 m. Os braços menores do edifício formam duas capelas interiores. O interior é amplo e ricamente decorado por pilares ornamentais e por um tecto de madeira magnificamente pintada a turquesa, tendo traves brancas e douradas das quais pendem candelabros elegantes. A nave principal apresenta o altar-mor, decorado por uma bonita imagem de São Lourenço (um diácono mártir de Roma do século III d.C.), com riscas vestes. Por cima desta gravura está suspensa uma coroa segurada por um querubim. Algumas janelas da igreja são decoradas com vitrais coloridos que descrevem a vida de S. Lourenço. Dentro da igreja existem várias peças de arte sacra, entra elas uma imagem de Nossa Senhora das Dores, a protectora dos doentes, e Santa Luzia, a protectora dos olhos.